# Phường 9, Mỹ Tho
Phường 9 là một phường cũ thuộc thành phố Mỹ Tho, tỉnh Tiền Giang cũ, Việt Nam.
Phường 9 có diện tích 2,40 km², dân số là 7.086 người, mật độ dân số đạt 2.983 người/km².

## Địa lý
Phường 9 nằm ở phía đông thành phố Mỹ Tho, có vị trí địa lý:
- Phía đông giáp xã Tân Mỹ Chánh
- Phía tây giáp Phường 2
- Phía nam giáp phường Tân Long qua sông Tiền
- Phía bắc giáp xã Mỹ Phong.

## Lịch sử
Phường 9 được thành lập ngày 7 tháng 12 năm 2003 trên cơ sở tách ra từ hai ấp Bình Phong A và Phong Thuận A thuộc xã Tân Mỹ Chánh theo Nghị định số 154/NĐ-CP của Chính phủ về việc thành lập phường, xã thuộc thành phố Mỹ Tho, tỉnh Tiền Giang.

## Hành chính
Phường 9 được chia thành 6 khu phố: 1, 2, 3, 4, 5, 6.

## Xã hội

### Cơ quan nhà nước
- Công an tỉnh Tiền Giang
- Trung tâm Đào tạo và Sát hạch giao thông thủy bộ
- Công ty Xăng dầu Tiền Giang

### Giáo dục
- Trường Tiểu học Ân Dương Lân
- Trường Cao đẳng Y tế Tiền Giang

### Công nghiệp
- Cụm Công nghiệp Tân Mỹ Chánh

## Văn hóa

### Tôn giáo, tín ngưỡng
- Chùa Lá
- Chùa Thanh Quang

## Giao thông
Phường 9 nằm ở vị trí cửa ngõ phía Đông của thành phố Mỹ Tho, có Quốc lộ 50 và Đường tỉnh 879B đi qua.
Quốc lộ 50 là tuyến đường giúp kết nối thành phố Mỹ Tho với thành phố Gò Công, tỉnh Long An, và khu vực phía Nam của Thành phố Hồ Chí Minh gồm huyện Bình Chánh và Quận 8; là một trong những tuyến đường duyên hải song hành với Quốc lộ 1 đi qua các tỉnh vùng Đồng bằng sông Cửu Long. Đường Đinh Bộ Lĩnh nối tiếp Quốc lộ 50 để dẫn vào trung tâm thành phố.

### Đường
Các tuyến đường chính của Phường 9:
- Quốc lộ 50
- Thái Sanh Hạnh
- Đinh Bộ Lĩnh
- Trần Thị Thơm
- Kênh Nổi
- Đường tỉnh 879B

### Cầu
- Cầu Gò Cát